# Birger Ringskog
Karl Birger Ringskog, född 13 augusti 1912 i Rinkaby församling, Kristianstads län, död 5 maj 1957 i Lidingö församling, Stockholms län, var en svensk väg- och vattenbyggnadsingenjör. Han var far till Eva Ström.
Ringskog, som var son till åbon Jöns Johnsson och Anna Olsson,  avlade studentexamen vid Kristianstads högre allmänna läroverk 1931 och utexaminerades från Chalmers tekniska institut 1936. Han var ingenjör vid stadsingenjörskontoret i Eskilstuna stad 1936–1938, vid stadsingenjörskontoret i Stockholms stad 1938–1939, mätningsman i Lidingö stad 1939–1944 och stadsingenjör där 1944–1946, anställd vid Norrmalmsregleringen på Stockholms stads fastighetskontor 1946–1948 samt konsulterande ingenjör och delägare i Kjessler & Mannerstråle i Stockholm från 1948 till sin död. Han var ledamot av byggnads- och stadsplanenämnden i Lidingö stad. Han tillhörde Väg- och vattenbyggnadskåren, där han uppnådde kaptens grad. Han utarbetade Karta över Lidingö stad (fyra ark, 1944–1946). Han avled på Serafimerlasarettet till följd av de skador han ådrog sig vid en trafikolycka på Lidingövägen natten till Valborgsmässoafton 1957.